# Gatón del Bierzo
Gatón del Bierzo (fl. 853-878), tenente en el Bierzo y en Astorga fue un magnate que desempeñó un papel primordial tanto en la reconquista militar de las tierras de Galicia, León y Zamora, como en su repoblación.

## Ascendencia
La línea genealógica más aceptada se basa en la obra Al-Bayan al-Mughrib escrita por Ibn Idhari quien lo sitúa como hermano del rey Ordoño I de Asturias y, por tanto, hijo de Ramiro I. Otros autores, sin embargo, lo suponen hermano de Nuña, la esposa del rey Ordoño I, por tanto, Gatón podría haber sido cuñado de Ordoño I.

## Protagonista en la reconquista y repoblación

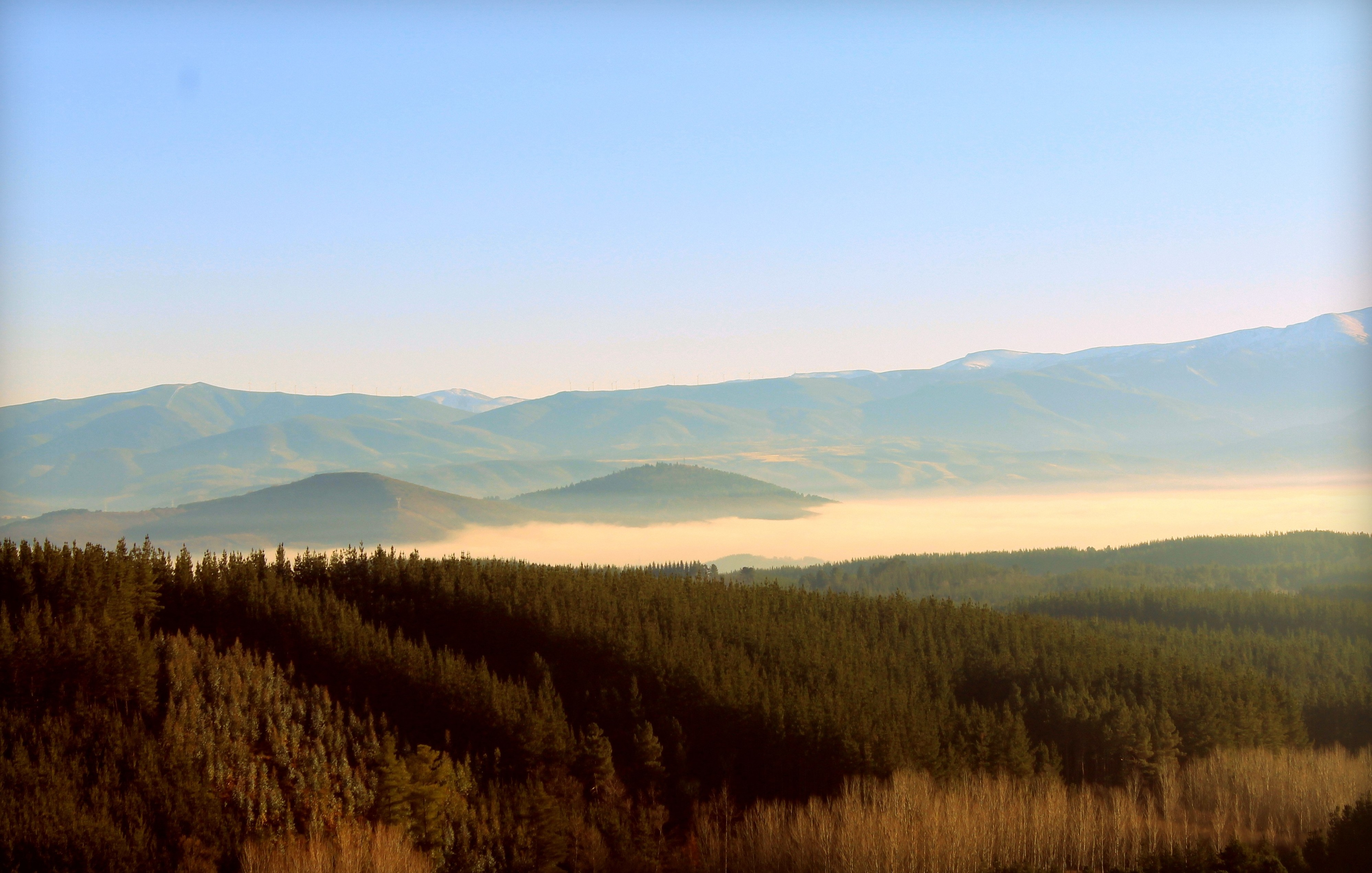
Paisaje del Bierzo

La invasión musulmana sumió al Bierzo en una grave crisis demográfica y económica, hasta que hacia el 850, Ordoño I, teniendo en cuenta el prestigio del conde Gatón, le encargó la reconquista y repoblación de la comarca, empresa a la que se suman, siguiéndole, castellanos, asturianos y mozárabes. 
Partiendo del noroeste del Bierzo (la tradición y la leyenda le hace partir de Paraxis, en el municipio berciano de Balboa), emprendió diversas expediciones militares con el objetivo de controlar los territorios bercianos, así como León y Zamora, consiguiendo afianzar el dominio sobre el primero de ellos y en gran parte de los segundos.
Su papel en la repoblación de estos territorios fue muy importante, asumiendo el protagonismo de esta tarea, repoblando, en esa época, gran parte de León y Zamora con gentes procedentes del Bierzo. En el año 854 se le encarga la repoblación de Astorga. Así lo atestigua un documento del año 878 que nombra al conde Gatón al frente del populus de Bergido cum illorum comite Gaton exierunt pro Astorica populare.
En 854 Ordoño I envió tropas para socorrer a los toledanos que se habían sublevado contra al-Hakam, quienes, temiendo las represalias del emir, solicitaron apoyo. El rey envió una mesnada liderada por el conde Gatón que fue derrotada después de caer en una emboscada, muriendo, según las crónicas árabes, unos ocho mil cristianos.
Posteriormente, durante ese siglo, se repoblaron bajo su mando, numerosas villas y aldeas que, al ser ocupadas por grupos procedentes del Bierzo, conservaron en sus toponimias el lugar de origen.
En la comarca de La Cepeda se encuentra el pueblo de Villagatón, que como su nombre indica alojó el palacio del conde Gatón. No se conserva en la actualidad dicho edificio, pero sí aún la calle que lo albergó, hoy llamada calle del Palacio.
El conde Gatón construyó el monasterio de San Pedro y San Pablo en Triacastela (Lugo), Camino de Santiago, de gran importancia en aquella época.

## Matrimonio y descendencia
Contrajo matrimonio con Egilona, también llamada Egilo, con la que tuvo cuatro hijos:
- Bermudo Gatónez.[8]
- Hermesenda Gatónez, patrona del monasterio de Santa María de Loio,[9] contrajo matrimonio con el conde Hermenegildo Gutiérrez,[10] magnate gallego, dux de Galicia, conquistador de Coímbra y mayordomo mayor del rey Alfonso el Magno. De este matrimonio nacieron, entre otros,  Elvira Menéndez, esposa de Ordoño II de León, el conde Gutierre Menéndez, padre de san Rosendo,[11] y Adosinda Gutiérrez,[12] probablemente la madre de la reina Velasquita de León.[13]
- Savarico II, obispo de Mondoñedo desde 907 hasta 925-926, nacido Savarico Gatónez.[8]
- Patruina Gatónez (m. después de junio de 927).[10][b]